# アミーヌ・グイリ
アミーヌ・フェリド・グイリ（フランス語: Amine Ferid Gouiri、アラビア語: امين غويري、2000年2月16日 - ）は、フランス・ブルゴワン＝ジャイユー出身のサッカー選手。オリンピック・マルセイユ所属。アルジェリア代表。ポジションはFW。

## クラブ歴
2013年にオリンピック・リヨンの下部組織に加入。2016年9月10日には16歳でリーグ・アンのベンチ入りを果たし、2017年7月3日に3年のプロ契約を締結。トップチーム初出場は2017年11月19日のリーグ・アン、モンペリエHSC戦、73分にタンギ・エンドンベレとの交代での投入であった。
2020年7月1日、OGCニースへ移籍することが発表された。
2022年9月1日、スタッド・レンヌに移籍した。
2025年1月31日、オリンピック・マルセイユに移籍した。

## 代表歴
アンダー年代ではフランスを選択した。
UEFA U-17欧州選手権2017では7得点で得点王となった。この大会で知名度を上げた彼は欧州の様々なクラブから注目されるようになり、ガーディアン紙も世界有数の才能として取り上げた。2017 FIFA U-17ワールドカップにも参加、初戦のニューカレドニア代表戦で鮮やかな得点をあげた。この大会では5得点を記録した。
UEFA U-19欧州選手権2018では2得点を記録。

## 家族
フランス生まれだが、ルーツはアルジェリアに持っている。